# دن میلانو
دن میلانو (به انگلیسی: Dan Milano) زاده ۱۰ سپتامبر ۱۹۷۲ نویسنده کارگردان و صداپیشه در مجموعه انیمیشن ها و برنامه های عروسکی هست.